# Colmar Technik
 (novembre 2021).
Si vous disposez d'ouvrages ou d'articles de référence ou si vous connaissez des sites web de qualité traitant du thème abordé ici, merci de compléter l'article en donnant les références utiles à sa vérifiabilité et en les liant à la section « Notes et références ».
 (novembre 2021).
La mise en forme du texte ne suit pas les recommandations de Wikipédia : il faut le « wikifier ».
Les points d'amélioration suivants sont les cas les plus fréquents. Le détail des points à revoir est peut-être précisé sur la page de discussion.
- Les titres sont pré-formatés par le logiciel. Ils ne sont ni en capitales, ni en gras.
- Le texte ne doit pas être écrit en capitales (les noms de famille non plus), ni en gras, ni en italique, ni en « petit »…
- Le gras n'est utilisé que pour surligner le titre de l'article dans l'introduction, une seule fois.
- L'italique est rarement utilisé : mots en langue étrangère, titres d'œuvres, noms de bateaux, etc.
- Les citations ne sont pas en italique mais en corps de texte normal. Elles sont entourées par des guillemets français : « et ».
- Les listes à puces sont à éviter, des paragraphes rédigés étant largement préférés. Les tableaux sont à réserver à la présentation de données structurées (résultats, etc.).
- Les appels de note de bas de page (petits chiffres en exposant, introduits par l'outil «  Source ») sont à placer entre la fin de phrase et le point final[comme ça].
- Les liens internes (vers d'autres articles de Wikipédia) sont à choisir avec parcimonie. Créez des liens vers des articles approfondissant le sujet. Les termes génériques sans rapport avec le sujet sont à éviter, ainsi que les répétitions de liens vers un même terme.
- Les liens externes sont à placer uniquement dans une section « Liens externes », à la fin de l'article. Ces liens sont à choisir avec parcimonie suivant les règles définies. Si un lien sert de source à l'article, son insertion dans le texte est à faire par les notes de bas de page.
- La présentation des références doit suivre les conventions bibliographiques. Il est recommandé d'utiliser les modèles {{Ouvrage}}, {{Chapitre}}, {{Article}}, {{Lien web}} et/ou {{Bibliographie}}. Le mode d'édition visuel peut mettre en forme automatiquement les références.
- Insérer une infobox (cadre d'informations à droite) n'est pas obligatoire pour parachever la mise en page.

Pour une aide détaillée, merci de consulter Aide:Wikification.
Si vous pensez que ces points ont été résolus, vous pouvez retirer ce bandeau et améliorer la mise en forme d'un autre article.
 (septembre 2024).
COLMAR Technik S.p.A. est une entreprise italienne de production de matériel de construction et de maintenance ferroviaire. La société produit également des locomotives. 

## Histoire
L'entreprise est fondée en 1963 à Arquà Polesine, tout près de Rovigo, au sud de Venise en Italie par deux jeunes hommes passionnés de mécanique qui récupérèrent de vieux matériels militaires pour les transformer en engins de manutention mécaniques pour le monde agricole.
En 1967, la petite entreprise présente sa première pelle rail route qui sera utilisée pour la construction de la double voie ferrée "Direttissima" Venise - Rome. La réputation de l'entreprise prit alors un essor inespéré.
En 1968, ColmaR réalise la première pelle de manutention automotrice, installant une tourelle tournante et un bras de levage sur un camion.
Au début des années 70, grâce aux expériences acquises dans le secteur des automotrices, ColmaR modifie et élargit sa gamme de produits, assurant la conception et la construction des pelles de manutention et des machines pour la construction et l’entretien des voies ferrées.
Dans les années 90, ColmaR déploie sa gamme de machines dédiées aux sociétés spécialisées dans la récupération de ferrailles et lance une gamme de presses et presses-cisailles pour le compactage et le cisaillage de l’acier et des matériaux non ferreux.
En 2005, ColmaR présente une série révolutionnaire de cisailles à coupe horizontale CAYMAN. Ces machines, nouveauté absolue au niveau mondial, sont caractérisées par leur facilité d’utilisation, un entretien réduit et un très haut rendement de production.

## Gamme produits
La gamme des productions ColmaR est composée de :
- Machines industrielles :
  - pelles industrielles à poste fixe (31,5 tonnes à 16,0 mètres)[1] ou sur chenilles,
  - grues industrielles de levage à poste fixe,
  - presses automatiques horizontales, puissance de 100 à 630 tonnes, longueur utile : de 2,0 à 6,2 mètres,
  - presses-cisailles automatiques horizontales EAGLE,
  - pinces de découpe sur bras de pelle mécanique

- Matériels ferroviaires :
  - pelles rail-route,
  - locomotives diesel, électriques et à batteries
  - locotracteurs rail-route diesel, électriques et à batteries,
  - griffes vibrantes pour le compactage du ballast,
  - accessoires et équipements pour voies ferrées : creuser sous les traverses, bennes preneuses, palonniers de manutention de voies complètes, etc.
  - portiques de pose de voies,
  - machines à remplacer les traverses,
  - wagons de transport et dépose de ballast,
  - régaleuse profileuse de ballast,
  - trains de bétonnage autonome d'une capacité jusqu'à 65 m3/h,
  - draisines plateau ou avec plateforme élévatrice,

Ces machines sont en service chez les opérateurs ferroviaires publics et privés, de nombreux pays sur tous les continents.
Les dernières nouveautés concernent :
- un nouveau système de transport et de transfert de ballast avec les modèles "MODULO 30" et "40" qui récupèrent le ballast en provenance de la dégarnisseuse, avec possibilité  d’alimenter simultanément la dégarnisseuse en utilisant le même convoi ferroviaire, permettant ainsi d’optimiser la productivité en réduisant les temps d'intervention.
- Un système spécifique pour le transport du ballast et des agrégats, le STI 20, qui permet de réduire considérablement le temps de travail, les pertes de ballast, les coûts d’investissement et de maintenance, car le système est installé sur des wagons standard.
- Des équipements pour le transport des rails et leur déchargement automatique, sur l'arrière ou latéralement, avec une pince spéciale pour le déchargement en continu afin de supprimer de nombreux arrêts et d’augmenter la sécurité des opérateurs.
- de nouveaux locotracteurs rail-routes pour manœuvrer les véhicules ferroviaires en atelier.

## L'écologie dans le matériel ferroviaire
La société Colmar Technik a livré au transporteur italien Borsari Group mi septembre 2018 le plus puissant locotracteur rail-route électrique au monde.
Ce locotracteur fait partie de la nouvelle série "SL160E" du constructeur italien, pèse 30 tonnes et comporte 2 moteurs électriques de 40 kW chacun. Ces moteurs sont alimentés par 3 blocs de batteries disposant au total de 4.200 Ah ce qui garantit une autonomie minimale de 8 heures en fonctionnement continu. La recharge totale prend 8 heures. 
Le locotracteur dispose d'une force de traction de 160 kN et peut manœuvrer un train de 3.200 tonnes.

## Réseau de vente
Depuis sa création, l'entreprise COLMAR Technik a mis en service plus de 4.000 machines dans le monde sous sa marque ColmaR grâce à un réseau de vente direct :
- COLMAR TECHNIK S.p.A. - Siège social : Viale Regina Margherita, 39 - 45100 Rovigo ITALY
- TECHNIK (UK) Ltd. - Flat 7, Prospect House, 191 London Road - Isleworth - Middlesex TW75XD London
- COLMAR USA, Inc. - 3790 Commerce Ct., Suite 100 Wheatfield, New York 14120
- COLMAR VOSTOK LTD - 115088 Moscow, Yuzhnoportovaya ul.7
- COLMAR LATINAMERICA - Calle 152 No. 94 A 25 Int 8 - Bogotá D.C., Colombia
- COLMAR CHINA